# Plectranthus alstonianus
Plectranthus alstonianus là một loài thực vật có hoa trong họ Hoa môi. Loài này được (Hutch. & Dandy) ined. miêu tả khoa học đầu tiên.